# Xã Grand Valley, Quận Dickey, Bắc Dakota
Xã Grand Valley (tiếng Anh: Grand Valley Township) là một xã thuộc quận Dickey, tiểu bang Bắc Dakota, Hoa Kỳ. Năm 2010, dân số của xã này là 25 người.